# Detlev Gotthard Zwergius
Detlev Gotthard Zwergius (født 7. april 1699 i Sørup i Angel, død 17. juli 1757) var en dansk præst og en af de første danske forfattere i kirke- og personalhistorisk retning.
Forældrene var Cai Burchard Zwergius diakon (ved sin død i 1739 som tysk præst i Helsingør) og Margrethe Dorothea, født Krock.
Da faderen 1711 fik embede i Helsingør, blev sønnen sat i denne bys skole, fra hvilken han 1716 blev student; han studerede både
ved tyske universiteter og i København, men nåede først 1725 at tage Attestats.
Muligvis var Zwergius i nogle år hører, hjælpelærer, i Helsingør, inden han 1728 udnævntes til sognepræst på vesterhavsøen Amrum,
hvorfra han 1732 forflyttedes til Slangerup og Uvelse; senere blev han tillige provst i Lynge-Frederiksborg Herred.
Han var gift første gang med Lovise Licht; anden gang i 1738 med Lene Pedersdatter Qvist (født omkring 1716, død 1797).

## Udgivelsen "Det Siellandske Clerisie"
Zwergius har foruden et par ubetydelige småskrifter i 1754 udgivet det værk, som bestandig vil sikre hans navn en plads som en af vore første forfattere i kirke- og personalhistorisk retning, Det Siellandske Clerisie, eller Biskopper, Provster, Præster og andre gejstlige, som fra reformationens Tid indtil vore Tider have levet og lært udi Kirker og Skoler i Sjællands Stift og underliggende Provinser.
Det var et stort anlagt værk, der efter bestemmelsen skulle være udkommet i tre bind; men kun første bind nåede at blive udgivet, 861 sider i kvart, foruden en fortale af biskop Ludvig Harboe, der levende havde interesseret sig for dette forehavende og havde givet Zwergius mange værdifulde efterretninger. Det udkomne bind angår kun stiftets lutherske biskopper samt hof- og slotspræsterne; det roses i høje toner bl.a. af Suhm (Peter Friderich Suhm ?) og fortjener det til fulde; bogen er et vidnesbyrd om forfatterens overordentlige flid og endnu bestandig en kilde, af hvilken man kan øse værdifulde oplysninger.
Zwergius efterlod mange samlinger til kirke-, personal- og lokalhistorie, af hvilke de fleste er endt i Det Kongelige Biblioteks
manuskriptsamling og stadig benyttedes af historikerne, (dvs. o. 1900)
Worm: Lexikon over lærde Mænd'
Rasmus Nyerup: Lit. Lex.
Wiberg: Præstehistorie. III, 132.
Kirkehistoriske Samlinger 4. R. II, 593.
Vilh. Bang.
- Denne artikel bygger på Vilhelm Bangs Biografi Arkiveret 21. april 2010 hos  Wayback Machine i 1. udgave af Dansk biografisk leksikon, tillige omfattende Norge for tidsrummet 1537-1814, Udgivet af C. F. Bricka, 19 bd, Gyldendal, 1887-1905